# Romeo a Julie: Scéna v hrobce

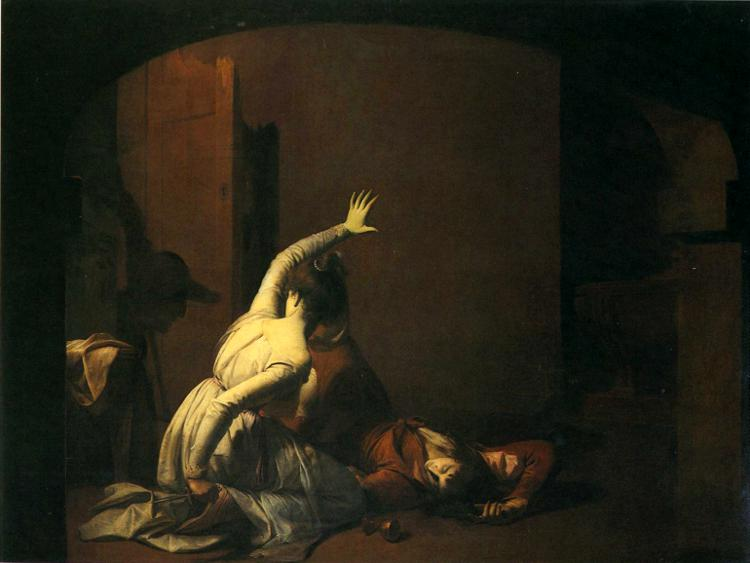
Romeo a Julie: Scéna v hrobce, Joseph Wright

Romeo a Julie: Scéna v hrobce (anglicky: Romeo and Juliet: The Tomb Scene) je olejomalba Josepha Wrighta z Derby, dokončená v roce 1790, poté v letech 1790 a 1791 vystavovaná, později vystavovaná na Derbské výstavě roku 1839 v Ústavu mechaniky a dnes umístěná v Derbském muzeu a umělecké galerii.
Obraz patří mezi ty, kde Joseph Wright předvádí své slavné umění práce se šerosvitem. Je zde zachycen moment z hry Romeo a Julie anglického dramatika Williama Shakespeara, kdy Julie, klečíc vedle Romeova těla, slyší kroky a vbodne do sebe dýku. K zobrazené scéně patří ve hře Juliin text: „Aj, povyk? Tedy zkrátka skončím to: Ó blahá dýko!“

## Historie obrazu
Myšlenka na obraz z dané hry přišla na Wrighta v prosinci 1776, kde navrhl malbu obrazu „Julie se probouzí v hrobce“ (v originále Juliet waking in the tomb). O nakreslení obrazu měl zájem Alderman John Boydell pro svou Boydellovu galerii Shakespeara a jeho namalování odsouhlasil. Brzy však mezi ním a Wrightem došlo k velkému sporu, když Wright zjistil, že Boydell si roztřídil objednané malíře do dvou skupin a Wright se v Boydellově třídění dostal až do té druhé. Za svou práci měl dostat tři sta liber za obraz, zatímco k jeho vzteku měli někteří jiní umělci dostat za obraz tisíc liber. Proti svému ohodnocení protestoval, přičemž mu zřejmě víc vadilo, že by podhodnocení jeho práci pokazilo jeho reputaci, než že získá málo peněz.

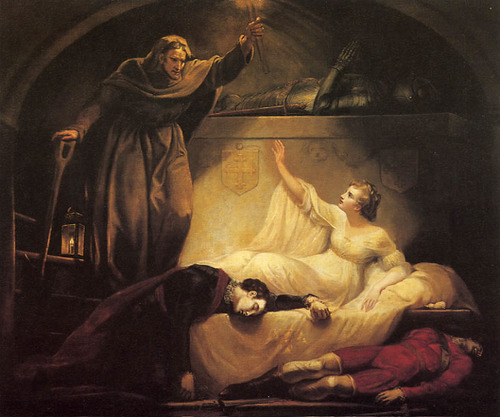
Romeo a Julie Jamese Northcota

Boydell byl ovšem neoblomný a tak přestože Wright svůj obraz s Romeem a Julií dokončil včas, nestal se součástí Boydellovy galerie. Wright odevzdal obrazy na téma Bouře (ten je dnes ztracený) a Zimní pohádka, ale Romea a Julii, dnes považované za nejlepší z řečených tří obrazů, si ponechal. Obraz s Romeem a Julií v hrobce pro Boydella mezitím namaloval James Northcote a jeho výtvor o velikosti devět krát jedenáct stop se návštěvníkům galerie velmi líbil.
Wright pak svůj obraz vystavoval v roce 1790 Královské akademii, ovšem nebyl s vystavováním spokojený, neboť se domníval, že obraz nebyl kvůli pozdnímu dodání správně uveden. Protože nebyl s přístupem akademie ke své práci spokojen, další vystavování (dohromady pěti obrazů) provedl ve Společnosti umělců. Než byl obraz v následujícím roce vystaven, Wright jej přepracoval, ale ani to nepomohlo tomu, aby se ho podařilo prodat.

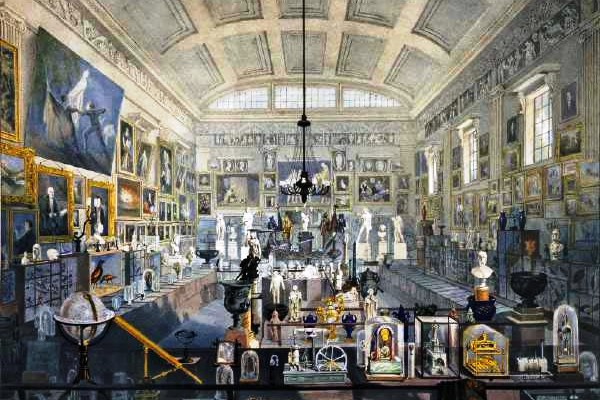
Obraz výstavy v roce 1839 — obraz Romeo a Julie: Scéna v hrobce je na zadní zdi vlevo

Olejomalba tak stále zůstávala ve Wrightově vlastnictví. Posléze je zaznamenáno, že byla v roce 1801 v Christie's
a v roce 1810 byla nabízena na prodej v Derby, ale kupce se nepodařilo nalézt. V roce 1839 byla vystavována na Derbské výstavě a je dokonce zachycena na malbě Samuela Raynera, která zachycuje výstavu. Mnohé z okolních obrazů na této malbě byly v té době v majetku Josepha Strutta a brzy se staly součástí sbírek Derbského muzea a galerie, ale v případě Romea a Julie to trvalo déle — v roce 1883 se obraz stává majetkem rodiny Oakesových a v jejich držení zůstává až do roku 1981, kdy jej zakoupen pro Derbské muzeum za 33 250 liber.
Obraz je sedmdesát palců vysoký a pětadevadesát palců široký. Dobře na něm vyniká Wrightova práce se světlem a tmou. Krom obrazu samotného se do dnešního dne dochoval i přípravný náčrt. Na něm je vidět, že Wright odsunul sarkofág víc doprava, aby zvětšil část osvětlené zdi.
Zobrazení Romeovy smrti je srovnáváno s Tityem malovaným Michelangelem Buonarottim.